# Odontites discolor
Odontites discolor là loài thực vật có hoa thuộc họ Cỏ chổi. Loài này được Pomel mô tả khoa học đầu tiên năm 1875.